# Four-Leaf Clover

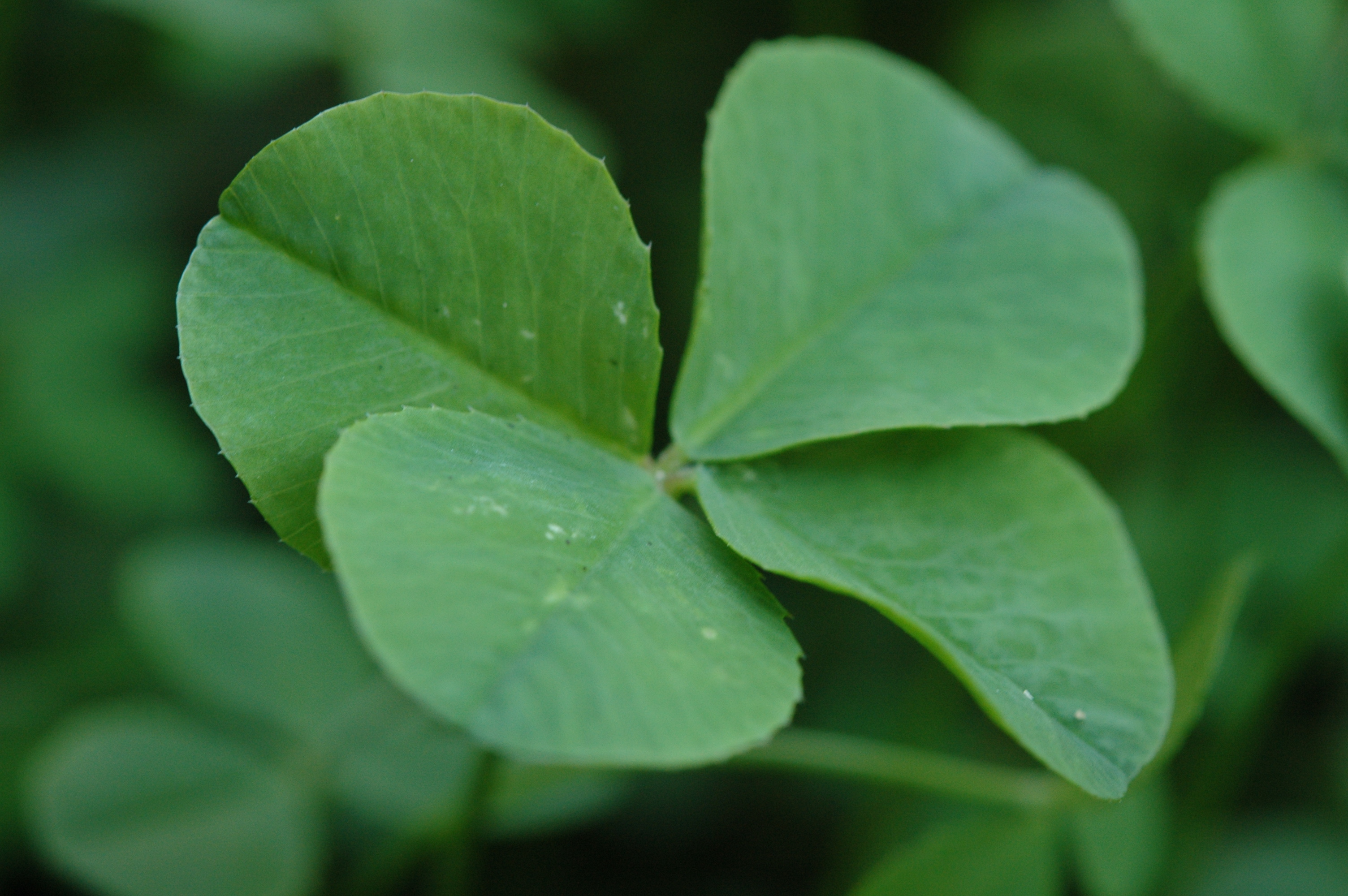
Czterolistna koniczyna

Four Leaf Clover (Czterolistna koniczyna) – wiersz amerykańskiej poetki Elli Rhoads Higginson, będący jej najpopularniejszym utworem. Utwór jest tytułowym lirykiem z tomiku wydanego w 1901. Wcześniej został opublikowany w czasopiśmie West Shore Magazine w 1890. Wiersz składa się z trzech zwrotek czterowersowych, połączonych wspólnym rymem. Stanowi rozwinięcie popularnego wierzenia, że czterolistna koniczyna przynosi szczęście.
But you must have hope, and you must have faith,
You must love and be strong – and so—
If you work, if you wait, you will find the place
Where the four-leaf clovers grow.